# الکس گیلبی
الکس گیلبی (انگلیسی: Alex Gilbey؛ زادهٔ ۹ دسامبر ۱۹۹۴) بازیکن فوتبال اهل بریتانیا است.
از باشگاه‌هایی که در آن بازی کرده‌است می‌توان به باشگاه فوتبال ویگان اتلتیک، باشگاه فوتبال کولچستر یونایتد، و باشگاه فوتبال نیوپورت کانتی اشاره کرد.